# 施振栄
施 振栄（せ しんえい、1944年〈昭和19年〉12月18日 - ）またはスタン・シー(Stan Shih)は、台湾の企業・エイサーの共同設立者であり、名誉董事長（名誉会長）である。

## 生涯
日本統治時代の台湾・台中州彰化郡鹿港街（現 彰化県鹿港鎮）で1944年12月18日に生まれた。国立交通大学で電子工学の学士号と修士号を取得した。
1976年、妻の葉紫華（キャロリン・イー）ら5人とともに宏碁公司を設立し、1981年に「マルチテック」のブランド名でマイクロコンピュータを発売した。1987年にブランド名を「エイサー」に変更した。2004年末に引退するまでエイサーの董事長（会長）を務め、同社を小さなスタートアップ企業から10億ドル規模の世界的ブランドへと成長させた。
引退後も、2007年のAPEC首脳会議で中華民国（「チャイニーズタイペイ」名義）の特使を務めるなど、慈善活動に積極的に取り組んでいる。
2013年11月、施はエイサーの董事長に復帰し、一時は社長も兼任した。2014年5月4日、施は記者会見で「役員の座から退いてAcer Self-Build Cloudのチーフアーキテクトに就任し、次の10年の課題に向けてエイサーとともに仕事をする」と述べた。エイサーは6月18日、取締役会で人事案を承認し、黄少華を董事長に、施振栄を名誉董事長に任命した。